# Oerkwaliteit
Onder de oerkwaliteit van een landschap wordt verstaan een van de eigenschappen van stilte, de ruimte en de nachtelijke duisternis. Deze kwaliteiten staan overal ter wereld sterk onder druk. 
Met name in dichtbevolkte landen zoals in Nederland, België en Duitsland, heeft de druk ertoe geleid dat kwetsbare landschappen worden beschermd. 
In Nederland kennen we als voorbeeld de stiltegebieden en de bescherming van het open landschap. Duisternis als oerkwaliteit van het landschap vinden we in de weinig bevolkte gebieden. Oerkwaliteiten spelen een belangrijke rol bij de kwaliteit van de leefomgeving van mens en natuur.